# Judith Lang Zaimont
Judith Ann Lang Zaimont (Memphis, Tennessee, 8 november 1945) is een Amerikaans componiste, muziekpedagoge en pianiste.

## Levensloop
Judith Ann Lang werd geboren in Memphis en getogen in New York. Van haar moeder Bertha F. Lang, die later president van de New York State Music Teachers Association zou worden, kreeg zij al op 5-jarige leeftijd pianoles en op 8-jarige leeftijd gaf zij al openbare concerten. In 1956 won zij een prijs op een concours van de International Piano Teachers Association en zij gaf in Californië een soloconcert in de The Lawrence Welk Show. Lang studeerde vanaf 1957 tot 1964 bij Rosina Lhevinne, Leland Thompson en Anne Hull piano aan de Juilliard School of Music in New York. Vanaf 1961 studeerde zij aan het Queens College van de CUNY (City University of New York) in New York, waar zij 1965 haar Bachelor of Music met magna cum laude behaalde. Zij werd met de Karol Rathaus and Alter Machlis awards aan het Queens College onderscheiden. Aansluitend studeerde zij aan de Columbia University in New York en kreeg voor het eerste formeel compositie-onderwijs, bij Otto Luening en Jack Beeson. Lang behaalde haar Master of Music in 1967 en werd later onderscheiden met het Debussy Fellowship van de Alliance Française, waaraan een jaar studie orkestratie verbonden was bij André Jolivet aan het Conservatoire national supérieur de musique in Parijs.
Samen met haar jongere zuster, Doris Lang, trad zij als pianoduo op. Samen verzorgden zij concerten in de hele Verenigde Staten inclusief radio-opnames. Haar debuut in de Carnegie Hall in New York was in 1963. In het midden van de jaren 1960 waren zij gedurende twee jaren ook regelmatig te zien in de televisieserie Mitch Miller Show.
Als componiste begon zij op 11-jarige leeftijd en een jaar later won zij al competities zoals National Federation of Music clubs national First Prizes voor haar Suite, voor piano solo en Sonata voor fluit en Sonata, voor piano.
In 1967 huwde zij met de artiest, musicus en muziekpedagoog Gary Edward Zaimont. Het echtpaar heeft een zoon Michael, die in 1981 in Baltimore geboren werd.
Van 1972 tot 1977 was zij docent aan het Queens College van de CUNY (City University of New York). Van 1980 tot 1987 was zij professor aan het Peabody Institute of the Johns Hopkins University in Baltimore. Van 1988 tot 1991 was zij hoofd van de muziekafdeling van de Adelphi University in New York. Aan de Universiteit van Minnesota in Minneapolis werkte zij als professor voor compositie en eveneens als hoofd van de divisie van muziektheorie en compositie van 1991 tot 2005.
Haar composities werden uitgevoerd op bekende congressen door gerenommeerde orkesten, koren en solisten. Zaimont schrijft werken voor de meeste genres.

## Composities

### Werken voor orkest
- 1968 Man's Image and His Cry, voor bariton solo, alt solo, gemengd koor (SSATB) en orkest
- 1972 Concerto, voor piano en orkest
- 1985 Tarantelle, voor orkest
- 1986 Chroma: Northern Lights, voor orkest
- 1988 Monarchs: Movement for Orchestra
- 1994 Symphony No. 1 "Elegy for Strings, and Monarchs" – Movement for Orchestra, voor orkest
  1. Moderato
  2. Adagio
  3. Finale – Can-can
- 1998 Elegy for Symphonic Strings
- 2000 Remember me: Symphony No. 2 for Symphonic Strings
  1. Ghosts
  2. Elegy
  3. Dancin’ over my grave
- 2005 Stillness – Tone Poem, voor orkest

### Werken voor harmonieorkest
- 1999 Symphony for Wind Orchestra in Three Scenes
  1. Growler
  2. Dreamz (Six Episodes, Dissolved)
  3. Tattoo
- 2001 City Rain, miniature symfonisch gedicht voor harmonieorkest
- 2007 Israeli Rhapsody, voor harmonieorkest
- 2009 Concert "Solar Traveller", voor piano en harmonieorkest

### Oratoria en liturgische muziek
- 1975 Moses Supposes, voor hoge stemmen en slagwerk – tekst: Tongue Twister
- 1976 rev.1980 Three Choruses from The Sacred Service, voor bariton solo, gemengd koor (SSATB), piano (of orgel)
  1. "Psalm 97: The Lord reigneth, let the earth rejoice"
  2. "Why do we deal treacherously, brother against brother?"
  3. "Thou shalt love the Lord"
- 1976 Sacred Service for the Sabbath Evening, oratorium voor bariton (of: alt) solo, gemengd koor (SSATB) en orkest
- 1978 Psalm 23, voor bariton, (of mezzosopraan), fluit, viool, cello en piano
- 1982 Lamentation, oratorium voor mezzosopraan solo, bariton solo, dubbel koor, piano, slagwerk – tekst: uit de Hebreeuwse Bijbel
- 1986 Parable: A Tale of Abram and Isaac, voor sopraan, tenor en bariton solo, gemengd koor (SSATTB) en orgel – tekst: Wilfred Owen
- 1997 Meditations at the Time of the New Year, voor sopraan solo, alt solo, vrouwenkoor (SSATB), glockenspiel en buisklokken – tekst: van de componisten gebaseerd op de "Gates of Awe", het gereformeerde gebedenboek voor de Joodse Hoge Heilige Dagen
  1. Dawn
  2. Hope

### Muziektheater

#### Opera's
| Voltooid in | titel                          | aktes  | première                                  | libretto         |
| ----------- | ------------------------------ | ------ | ----------------------------------------- | ---------------- |
| 1985        | Goldilocks and the Three Bears | 1 akte | januari 1986, Hartford, Connecticut Opera | Doris L. Kosloff |

### Werken voor koren
- 1969 Three Ayres, voor gemengd koor
- 1972 The Chase, voor gemengd koor (SSATB) en piano – tekst: van de componiste
- 1974 Sunny Airs and Sober, voor gemengd koor (SSATB)
- 1980 The Tragickal Ballad of Sir Patrick Spens, voor gemengd koor (SSATB), choral soli en piano
- 1981 Serenade: To Music, voor gemengd koor (SSATTB) – tekst: W.H. Auden
- 1992 The Spirit of the Lord, voor dubbel koor, choral soli, koperkwintet en orgel
- 1994 Friends (uit: Life Cycle), voor vrouwenkoor en piano – tekst: Doris Kosloff
- 1994-2001 Life Cycle, liederencyclus met verschillende bezettingen
  1. "Friends" voor vrouwenkoor (SSAA) en piano – tekst: Doris Kosloff
  2. "Kneeling in the Big City (Demeter, Persephone)" voor sopraan en alt soli, vrouwenkoor (SSAA) en piano – tekst: Elizabeth Macklin
  3. "The Habit of Anger" voor vrouwenkoor (SSAA) en piano – tekst: Elizabeth Macklin
  4. "They Were Women Then" voor vrouwenkoor (SSAA), piano en maracas – tekst: Alice Walker
- 1995 Miracle of Light – A Festival Piece, voor gemengd koor (SATB), fluit en harp
- 1996 Voices, voor gemengd koor (SATB), choral soli, 2 slagwerkers, synthesizer en kopernonet: (3 trompetten, 2 hoorns, 2 trombones, 2 tuba's)
- 2007 In Memory, In Love, voor groot koor (SSAATTBB), choral soli, orgel, slagwerk, cello en althobo
- 2007 The Spirit Moves In Me, voor kamerkoor, choral soli, piano, slagwerk en strijkkwartet

### Vocale muziek
- 1965 Four Songs, voor mezzosopraan en piano – tekst: Edward Estlin Cummings
- 1970 Coronach, voor sopraan en piano – teksten: Doris Kosloff, Adelaide Crapsey, J.L. Zaimont, William Jay Smith
- 1974 Chansons Nobles et Sentimentales, voor sopraan en piano – teksten: Charles Baudelaire, Paul Verlaine en Arthur Rimbaud
- 1974 Songs of Innocence, voor sopraan, tenorfluit, cello en harp
- 1975 Greyed Sonnets: Five Serious Songs, voor sopraan en piano
- 1978 Two Songs, voor sopraan en harp
- 1979-1980 The Magic World: Ritual Music for Three, voor bariton, piano en slagwerk (wood blocks, tambourine, triangel, cymbalen, jingle bells, Almglocken, buisklokken, tom-tom, bell-tree, klokkenspel) – tekst: Amerikaans Indiaanse tekst
- 1980 High Flight, voor sopraan en piano – tekst: John Gillespie Magee jr.
- 1982 Deep Down – A Spiritual, voor mezzosopraan en piano – tekst: van de componiste
- 1982 From the Great Land: Woman's Songs, voor mezzosopraan, klarinet, Eskimodrums en piano – tekst: Frank Buske
- 1983 In the Theatre of Night: Dream Songs on Poems of Karl Shapiro, voor sopraan en piano
- 1983 New-Fashioned Songs, voor bas en piano
- 1984 Nattens Monolog – Night Soliloquy, voor sopraan en piano – tekst: Dag Hammarskjöld
- 1991 Vessels: Rhapsody, voor mezzosopraan en piano – tekst: Rosalyn Roffman
- 2002 Virgie Rainey – Two Narratives, voor sopraan, mezzosopraan en piano – tekst: Eudora Welty (uit: The Golden Apples – (De gouden appels))

### Kamermuziek
- 1985 Winter Music, voor koperkwintet
- 1987 Dramatic Fanfare, voor kopernonet
- 1987 When Angels Speak, voor blazerskwintet
- 1987 Hidden Heritage: A Dance Symphony, voor fluit/altfluit, klarinet/basklarinet/tenorsaxofoon, elektrische piano, amplified cello, slagwerk
- 1989 Piano Trio: Russian Summer, voor viool, cello en piano
- 1993 Même, voor fluit, klarinet, viool en 2 cellos
- 1994 Zones (Piano Trio No. 2), voor viool, cello en piano
- 1997 "... 3: 4, 5 ...", voor hobo, klarinet, viool, altviool en contrabas
- 1998 Parallel play, voor saxofoonkwartet
- 1998 Folk-Song Fantasy, voor klarinetkwartet (2 klarinetten, 1 altklarinet, 1 basklarinet)
- 1998 De Infinitate Caeleste (Of the Celestial Infinite), voor strijkkwartet
- 2001 Wind Quintet No. 2 – "Homeland", voor blazerskwintet
- 2004 From the Folk, voor fluit, hobo, klarinet en fagot

### Werken voor orgel
- 1992 I Seek the Lord

### Werken voor piano
- 1972 Snazzy Sonata, voor piano vierhandig
- 1972-1978 A Calendar Set, 12 virtuoze preludes voor piano
- 1978 Nocturne: La Fin de Siècle
- 1994 Suite Impressions
- 1998 "Hesitation" Rag
- 1999 Sonata
- 2000 Jupiter's Moons
- 2003 Wizards – Three Magic Masters
- 2007 "Hitchin’"

## Prijzen en onderscheidingen
- 1969 Gottschalk Centenary Composition Gold Medal (international)
- 1977 Standard Award van de (ASCAP): American Society of Composers, Authors and Publishers
- 1978 Los Alamos International Chamber Music Competition
- 1982 Opdracht garantie van de National Endowment for the Arts
- 1983-1984 Guggenheim Foudation Fellowship
- 1985 Eerste prijs bij het Georgia State University Centennial Competition
- 1986-1987 Maryland State Arts Council creative fellowship
- 1987 Mayor's Award for Creativity
- 1987 Paul Revere Prize
- 1993 Opdracht garantie van het American Composers Forum
- 1993, 1995 en 2002 Garanties voor cd-opnames van de Aaron Copland Fund, American Music Center, Ditson Fund en de Columbia University
- 1994-1995 "Componist van het jaar" aan de University of Alabama in Huntsville
- 1995 "Featured Composer" op de internationale vergadering van de Society of Composers
- 1996-1997 Filene Artist-in-Residence van het Skidmore College
- 1999 Composer in Residence aan de University of Wisconsin-River Falls
- 2001 "Gehonoreerde componist" tijdens het 11th International Van Cliburn Competition
- 2002 "Featured Composer" van de National Federation of Music Clubs
- 2003 "Commissioned Composer" van de California Music Teachers Association en van de International San Antonio Piano Competition
- 2003 Aaron Copland Award
- 2005-2006 "Commissioned Composer" van de Kaplan Charitable Foundation
- 2005 Bush Foundation Artist Fellowship in Composition

## Publicaties
- Judith Lang Zaimont: Contemporary Concert Music by Women, Greenwood Press, 1981.
- Judith Lang Zaimont: The Musical Woman: An International Perspective, Vol. 1-3, Greenwood Press: 1984, 1987, 1991.